# 尚義設治局
尚义设治局，民國時設置於察哈爾省的設治局，今河北省尚义县。

## 历史沿革
民国二十四年（1935年）3月，由商都县第二区全部及第三区、第五区一部分析置，局所置大青沟。民国三十六年（1946年）5月，改县，县治改驻南壕堑。